# Batalla de Leópolis (1939)
La batalla de Leópolis fue un enfrentamiento de la Segunda Guerra Mundial sucedido en el contexto de la invasión alemana y soviética de Polonia y que tuvo lugar entre el 12 y el 22 de septiembre de 1939, en la ciudad de Leópolis. La defensa de la ciudad se batió contra el ejército alemán (12-18 septiembre) y luego también contra el ejército soviético (18-22 de septiembre).
En la primera fase del conflicto, antes de la intervención soviética, el general Maczek dirigió a la 10.ª Brigada de Caballería Motorizada polaca que defendía la ciudad contra la 2.ª División Acorazada alemana.
Las tropas soviéticas se apoderaron de la ciudad el 22 de septiembre de 1939 al comienzo de la II Guerra Mundial, y más tarde la ocupó el ejército alemán desde el 29 de junio de 1941 al 27 de julio de 1944 fue retomada por el ejército soviético.